# Holzmühle
Eine Holzmühle ist eine Mühle in der Holz zu Pulver vermahlen wurde. Dies diente zur Herstellung von Zellstoff, oder im Fall des Mahlens von Tropenholz, als Ausgangsprodukt zur Herstellung von Farben, Arzneimitteln oder Duftölen.
Beispiele:
- Sandelmühle Hanau
- Kistefos Træsliberi

## Nachweise
- Rudolf Bernges: Die Hanauer Sandelmühle und ihre Geschichte. In: Kinzig-Wacht 24-26 (29.-31. Januar 1942).
- Martin Hoppe: Hanauer Straßennamen. Hanau 1991. ISBN 3-87627-426-5, S. 208 f.